# Анохин, Василий Николаевич
Василий Николаевич Анохин (род. 24 мая 1983, Москва) — российский государственный и политический деятель. Губернатор Смоленской области с 20 сентября 2023 года (врио с 17 марта по 20 сентября 2023 года). Действительный государственный советник Российской Федерации 2-го класса (2022), кандидат экономических наук (2008).

## Биография
Василий Николаевич Анохин родился 24 мая 1983 года в Москве.

### Образование
В 2005 году окончил Академию экономической безопасности МВД России (АЭБ МВД России) по специальности «Налоговые расследования». Продолжил обучение в аспирантуре академии 
на кафедре «Финансы, денежное обращение и кредит» по одноимённой специальности и в феврале 2008 года защитил там диссертацию «Электронные платежи в обеспечении эффективного функционирования платежной системы» на соискание учёной степени кандидата экономических наук.
В 2009 прошёл повышение квалификации в Академии народного хозяйства при правительстве РФ по программе «Гражданско-правовой модуль».
Изучал финансовое право в Финансовом университете при Правительстве Российской Федерации, и в 2012 году окончил его магистратуру (в 2016 году получил также степень магистра финансов в Российской экономической школе).

### Карьера в управлении
В 2011–2012 годах работал в ООО «Энергострим» (г. Москва), сперва заместителем директора департамента подразделения по перспективному развитию и стратегическим коммуникациям; затем директором департамента стратегических коммуникаций подразделения по перспективному развитию и стратегическим коммуникациям.
В 2012 году работал в ОАО «Российские коммунальные системы» (г. Москва) руководителем департамента нормотворчества и взаимодействия с органами власти.
В 2012–2013 годах — заместитель директора департамента корпоративного управления Министерства экономического развития РФ..
В 2013 году  был назначен начальником управления систематизации и классификации информации в социально-экономической области Федерального казначейства. Работал на этой должности до 2015 года.

### В администрации Смоленской области
С 2015 по 2016 год — руководитель представительства администрации Смоленской области при правительстве РФ в администрации губернатора Алексея Островского. Представительство располагалось в Москве на Кутузовском проспекте. До 2013 года эта должность совмещалась с должностью заместителя губернатора. Анохин участвовал в совещаниях губернатора Алексея Островского. Так в декабре 2015 года он предложил создать областной реестр недостроев для последующего поиска инвесторов  по  схеме государственно-частного партнёрства. После публикации сведений о доходах сотрудников областной администрации оказалось, что Анохин задекларировал наибольший доход за 2015 год — 5 млн рублей.
В феврале 2016 года постановлением администрации Смоленской области Представительство определено уполномоченным органом в сфере государственно-частного партнёрства.
28 сентября 2016 года губернатор Алексей Островский представил новую структуру администрации Смоленской области. Он назначил Василия Анохина заместителем губернатора Смоленской области. Анохин сменил Игоря Скобелева, ему было поручено заняться выстраиванием эффективной системы бюджетирования области. С сентября 2016 по ноябрь 2018 года — заместитель губернатора Смоленской области.

### В аппарате правительства РФ
С ноября 2018 года — работал в секретариате вице-премьера России Виталия Мутко.
С марта 2020 года — заместитель руководителя секретариата вице-премьера России Марата Хуснуллина.
С января 2021 года — директор Департамента регионального развития аппарата Правительства Российской Федерации.

## Губернатор Смоленской области
17 марта 2023 года президент России Владимир Путин назначил Василия Анохина временно исполняющим обязанности губернатора Смоленской области.
18 июня 2023 года партия «Единая Россия» выдвинула врио губернатора Смоленской области Василия Анохина кандидатом на выборах губернатора, назначенных на 10 сентября 2023 года. По итогам выборов набрал 86,62 % голосов при явке избирателей 33,70 % и был избран в первом туре. 20 сентября 2023 года вступил в должность губернатора на 5 лет.

## Личная жизнь
Женат, воспитывает двух сыновей.

## Санкции
20 июля 2023 года, на фоне вторжения России на Украину, Анохин включён в блокирующий санкционный список США против лиц поддерживающих войну России против Украины.